# Кулиджа
Кулиджа (кайт. Кьулижа, дарг. Кьулижа) — село в Кайтагском районе Дагестана, входит в состав Шилягинского сельсовета.

## География
Село Кулиджа расположено на высоте 882 метра над уровнем моря. Ближайшие населённые пункты — Дакниса, Джирабачи, Лища, Хунгия, Мижигли, Джигия, Шиляги, Дуреги, Газия, Бажлук.

## Население
| 1888 | 1895 | 1926 | 1939 | 1970 | 1989 | 2002 |
| ---- | ---- | ---- | ---- | ---- | ---- | ---- |
| 256  | ↗259 | ↗295 | ↗340 | ↗444 | ↘368 | ↘335 |
| 2010 | 2021 |      |      |      |      |      |
| ↗401 | ↘360 |      |      |      |      |      |